# Miranda (Mato Grosso do Sul)
Miranda – miasto i gmina w Brazylii, w stanie Mato Grosso do Sul.